# والتر غريشام
والتر غريشام هو محامي وسياسي أمريكي، ولد في 22 يوليو 1841 في مقاطعة كينغ أند كوين في الولايات المتحدة، وتوفي في 6 نوفمبر 1920 في واشنطن العاصمة في الولايات المتحدة. نشط حزبياً في الحزب الديمقراطي. وقد انتخب عضو مجلس نواب تكساس ‏ وانتخب عضو مجلس النواب الأمريكي ‏.